# Maserati 3500 GT
La 3500 GT è un modello di autovettura Maserati costruita dal 1957 al 1964.

## Il contesto
A metà degli anni ‘50 Omer Orsi, patron della Maserati, fiutò il nascente mercato delle granturismo di lusso che sarebbe nato insieme al boom economico. Capì che la Maserati doveva investire su un modello totalmente nuovo per impostazione, quantità e cilindrata.
La nuova vettura doveva essere di classe superiore e coniugare la sportività tipica del marchio modenese con esigenze di lusso e comodità, doveva consentire lunghe percorrenze ad alta velocità in autostrada senza affaticare guidatore e passeggeri. L’abitacolo quindi doveva essere comodo e confortevole e tenuta di strada doveva essere sicura e alla portata di tutti i tipi di clienti, senza che fossero necessariamente piloti provetti. Gli allestimenti interni e le finiture dovevano essere di alta qualità per non deludere la clientela più esigente. La meccanica doveva essere affidabile e duratura oltre che sportiva. 
Tutto questo doveva essere replicato in numerosi esemplari. La produzione Maserati prima della 3500 GT era estremamente ridotta, con questo modello si voleva passare a produrre 2 vetture al giorno. Numeri importanti se si considera che erano state prodotte fino ad allora solo 2-3 vetture al mese.
Inoltre i precedenti modelli avevano tutte cilindrata compresa fra 1,5 e 2 litri; ora si doveva puntare più in alto, oltre i 3 litri per adeguare le prestazioni alle dimensioni accresciute della macchina.

## La vettura
Con queste premesse nacque la 3500 GT, siglata internamente Tipo 101, la prima Maserati costruita su larga scala. Nel 1956 il progettista capo della Casa del Tridente, Giulio Alfieri, cominciò a lavorare sul motore che venne derivato dal 6 cilindri in linea bialbero della 350S da competizione.
Il propulsore definitivo era un 3,5 litri (cilindrata reale 3485 cm³; misure interne alesaggio x corsa 86 x 100 mm) con basamento e testata in alluminio, camicie dei cilindri in ghisa, camere di combustione emisferiche, distribuzione bialbero in testa comandato da una catena tripla e punterie a bicchierino con piattelli di registrazione del gioco. Aveva due candele per cilindro comandate da uno spinterogeno Magneti Marelli 2 in 1, con due ruttori dentro una cassa unica. L’alimentazione era assicurata da 3 carburatori Weber 42 DCOE doppio corpo. Il motore disponeva così di 230 CV a 5500 giri/min.
Il telaio tubolare in acciaio completamente nuovo era formato da longheroni principali a sezione ovale, tubi periferici a sezione quadra e tubi cilindrici di sostegno alla carrozzeria.
Le sospensioni erano a ruote indipendenti con doppi quadrilateri, ammortizzatori idraulici telescopici e molle elicoidali davanti e a ponte rigido con balestre semiellittiche, barra di ancoraggio traversale e ammortizzatori idraulici telescopici inclinati per aumentare la tenuta laterale dietro.
Il cambio a 4 marce e lo sterzo a circolazione di sfere venivano dalla tedesca ZF, la frizione monodisco a secco Borg & Beck, il differenziale dalla Salisbury inglese, i freni a tamburo dalla Girling e i triangoli delle sospensioni dalla Alford & Adler. 
La scelta di utilizzare molte parti meccaniche e accessori prodotti fuori dall'azienda venne presa per ragioni di costi. Nello stesso periodo (1956-57) la Maserati, impegnata nelle competizioni e con il ramo utensili in difficoltà, non poteva permettersi il costoso processo di sviluppo di certe componenti più o meno grandi.
Il serbatoio era molto capiente (80 litri) e per soddisfare la sete del motore vi erano 2 pompe della benzina. Montava cerchi da 16" con pneumatici Pirelli 6.50-16, a richiesta erano disponibili le ruote a raggi Borrani con pneumatici 185-16 radiali. 
La vettura venne presentata al Salone dell'automobile di Ginevra 1957. Allo stesso salone venne esposta anche una proposta del torinese Allemano, ma per la produzione della coupé, che iniziò alla fine del 1957, venne scelto il disegno della milanese Carrozzeria Touring. 
La carrozzeria era in acciaio con porte e cofani in alluminio, ma dal peso finale di ben 1420 Kg. Touring realizzò un “vestito” sportivo ed elegante con un abitacolo comodo per 2 persone e 2 bambini con ampio spazio per i bagagli. Di serie le vetture venivano dotate di interni in pelle e strumentazione Jaeger adeguata alla classe della vettura. Una vera granturismo di alta classe dedicata ad una clientela raffinata, fatta di professionisti che desideravano arrivare velocemente a destinazione rilassati. Fu la prima vettura italiana progettata specificatamente per poter montare l'aria condizionata e vennero offerti come optional gli alzacristalli elettrici, una vera primizia per l'epoca. 
I rapporti tra la carrozzeria Touring e la Maserati vennero conciliati dal comm. Franco Cornacchia, uno dei primi concessionari Ferrari in Italia desideroso di allargare la sua clientela.

## Evoluzioni successive
Nel 1959 vennero offerti come optional i freni a disco all'anteriore e il differenziale a slittamento limitato, accessori che divennero di serie dall'anno successivo. Nello stesso anno il motore venne riprogettato per ottenere 230 CV con nuovi passaggi dell'acqua di raffreddamento nella testata, perni di banco maggiorati, nuovi carburatori Weber 42 DCOE2 e pistoni Borgo di diverso disegno. Nella seconda metà del 1961 l'iniezione indiretta Lucas sostituì i carburatori Weber aumentando la potenza a 235 CV (il modello così divenne Maserati 3500 GTi e 3500 GTi Spider) e venne montato di serie un nuovo cambio ZF a 5 marce. La carrozzeria viene aggiornata, la linea del tetto leggermente ribassata la fa sembrare più lunga; altri cambiamenti minori riguardano la griglia, la fanaleria anteriore e posteriore e altre parti esterne come le porte. I freni a disco al posteriore e il servofreno arrivarono nel 1962. 

Nel 1959 venne presentata la Maserati 5000 GT, derivata dal pianale adeguato della 3500 GT ma dotata di un nuovo motore V8.

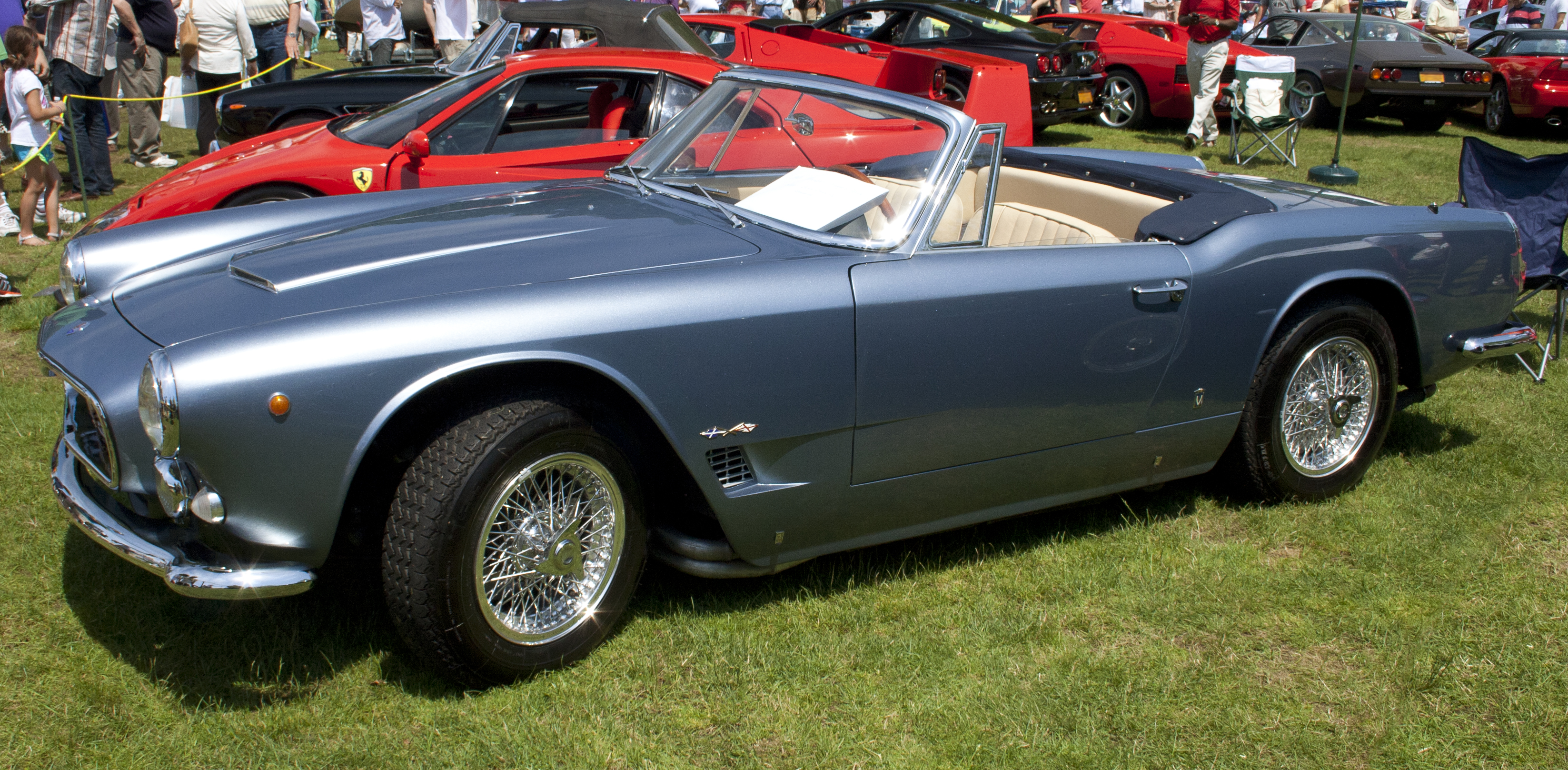
La versione spider

Non poteva mancare una versione scoperta della vettura così vennero presentati al Salone dell'automobile di Parigi 1959 due prototipi con carrozzeria spider, disegnati da Michelotti e da Vignale. Entrambi furono realizzate su un pianale con passo accorciato di 10 cm e le loro dimensioni esterne erano più compatte rispetto alla coupé milanese. La versione scelta per la produzione nel 1960 fu quella di Vignale, col nome di 3500 GTs o "Spider Vignale", più corta della coupé da cui traeva origine (lunghezza 4,45 m, larghezza 1,64 m, altezza 1,31 m, passo 2,5 m, peso 1380 kg). 
La versione spider seguì tutti gli aggiornamenti della rispettiva coupé pur essendo più compatta. Le dimensioni inferiori conferivano all'auto un comportamento stradale più sicuro e "facile" per il guidatore tranquillo infatti fu scelto il pianale accorciato per le successive Sebring e Mistral. 
Nel 1962 viene presentata la Sebring mentre nel 1963 la Mistral disegnata dal torinese Frua, entrambe sul pianale a passo accorciato derivato da quello della 3500 GTs.
La produzione si concluse nel 1964, tuttavia il pianale sopravvisse sulla già citata Sebring di Vignale e sulla Mistral disegnata da Frua. L'anno migliore per le vendite della 3500 GT fu il 1961, con 500 esemplari. Complessivamente vennero costruiti circa 2250 esemplari, di cui 1402 coupé Touring, 250 spider e 591 Sebring; le restanti erano fuoriserie costruite da diversi carrozzieri (tra cui Allemano, Moretti, Frua e Bertone).